# Чевжа
Чевжа — река в России, протекает по Пряжинскому району Карелии.
Исток — болото Мустусуо севернее посёлка Виллагора. Впадает в озеро Нижнее Падозеро у деревни Падозеро. Длина реки составляет 14 км.
В 0,4 км от устья по правому берегу реки впадает река Малая Чевжа.

## Данные водного реестра
По данным государственного водного реестра России относится к Балтийскому бассейновому округу, водохозяйственный участок реки — Шуя, речной подбассейн реки — Свирь (включая реки бассейна Онежского озера). Относится к речному бассейну реки Нева (включая бассейны рек Онежского и Ладожского озера).
Код объекта в государственном водном реестре — 01040100112102000014691.